# La Joya (distrito)
O Distrito peruano de La Joya é um dos vinte e nove distritos que formam a Província de Arequipa, situada no Departamento de Arequipa, pertencente a Região Arequipa, Peru.

## Transporte
O distrito de La Joya é servido pela seguinte rodovia:
- PE-34, que liga o distrito à cidade de Islay
- PE-34A, que liga o distrito à cidade de Juliaca Região de Puno)
- AR-114, que liga o distrito de Tiabaya à cidade
- AR-115, que liga o distrito de Cerro Colorado à cidade
- AR-123, que liga o distrito de Yura à cidade
- PE-1S, que liga o distrito de Lima (Província de Lima à cidade de Tacna (Região de Tacna - Posto La Concordia (Fronteira Chile-Peru) - e a rodovia chilena Ruta CH-5 (Rodovia Pan-Americana) [1][2][3]